# Acrotrema
Acrotrema es un género de plantas perteneciente a la familia Dilleniaceae. Comprende 14 especies descritas y de estas, solo 10 aceptadas.

## Taxonomía
El género fue descrito por William Jack y publicado en Malayan Miscellanies 1(5): 36. 1820. La especie tipo es: Acrotrema costatum Wall.

## Especies aceptadas
A continuación se brinda un listado de las especies del género Acrotrema aceptadas hasta junio de 2013, ordenadas alfabéticamente. Para cada una se indica el nombre binomial seguido del autor, abreviado según las convenciones y usos.
- Acrotrema agastyamalayanum E.S.S.Kumar, Dan & G.M.Nair
- Acrotrema arnottianum Wight
- Acrotrema costatum Wall.
- Acrotrema dissectum Thwaites
- Acrotrema intermedium Thwaites
- Acrotrema lanceolatum Hook.
- Acrotrema lyratum Thwaites
- Acrotrema thwaitesii Hook.f. & Thomson
- Acrotrema uniflorum Hook.
- Acrotrema walkeri Wight ex Thwaites